# Devotos Mirins Show
Devotos Mirins Show é um programa de televisão infantil brasileiro criado por Romulo Barros, e produzido e exibido pela TV Aparecida desde em 4 de setembro de 2021, que substituiu o programa infantil Clubti. É baseado na revista em quadrinhos Devotos Mirins, publicada pela Família dos Devotos.

## Produção e exibição
Em 20 de agosto de 2021, a TV Aparecida anunciou que o programa Devotos Mirins Show estreará neste sábado dia 4 de setembro, substituindo o programa infantil Clubti, o programa é dedicado ao público infantil e apresentado aos personagens dos Devotos Mirins, de bonecos como Tijolinho (manipulado por José Fernando Moura), Cidinha (manipulada por Alexandra Carvalho), Domingos (manipulado por Kevyn Costa, até 2022), e os elencos como Padre Bento (interpretado por Denilson Campos) e Rose Robô (interpretada por Cinthia Braga), juntamente com a exibição do desenho Jesus para Crianças (2019) durante o bloco "Hora do Desenho". O programa Devotos Mirins Show da primeira temporada teve 26 episódios roteirizados por Celso Garcia e Romulo Barros.
Em 24 de dezembro de 2022, substituindo o Kevyn Costa, o Pedro Costa é o novo manipulador do Domingos e teve a chegada dos personagens bonecos como Silvana (manipulada por Julia Campos), Felipe (manipulado por Bruno Soares), João (manipulado por Ingrid Bonkowski), Pingo (manipulado por Bruno Pedroso), e os elencos como Vó Zilda (interpretada por Andréia Santos) e Vô Berto (interpretado por Luiz Terribele Jr.) que apareceu no episódio especial "Noite de Natal", mas eles irá aparecer oficialmente na segunda temporada do programa.
O programa foi disponibilizado no canal oficial Devotos Mirins no YouTube em 28 de dezembro de 2022, na primeira temporada teve os reprises dos episódios e com as músicas do DVD "Devotos Mirins: O Musical" (2018). 
A segunda temporada estreou em 7 de janeiro de 2023, juntamente com o desenho Turma do Tijolinho e O Diário de Mika. Teve 26 episódios roteirizados pela Roberta S. Saboya e Romulo Barros.

## Sinopse
Voltado para o público infantil, o programa reúne a Turminha dos Devotos Mirins para contar histórias incríveis ajudando os pequenos a vivenciarem suas fases e apresentar o universo da devoção à Mãezinha Aparecida, através de quadros, brincadeiras e atividades. O programa conta também com a exibição do desenho religioso “Jesus para crianças”. A iniciativa está em sintonia com o projeto “Família dos Devotos”, do Santuário Nacional de Aparecida.

## Elenco
| Intérprete         | Personagem  |
| ------------------ | ----------- |
| Denilson Campos    | Padre Bento |
| Cinthia Braga      | Rose Robô   |
| Andréia Santos     | Vó Zilda    |
| Luiz Terribele Jr. | Vô Berto    |

### Bonecos de manipulação
| Voz                                                 | Personagem |
| --------------------------------------------------- | ---------- |
| José Fernando Moura                                 | Tijolinho  |
| Alexandra Carvalho                                  | Cidinha    |
| Kevyn Costa (2021–2022) Pedro Costa (2022–presente) | Domingos   |
| Ingrid Bonkwoski                                    | João       |
| Julia Campos                                        | Silvana    |
| Bruno Soares                                        | Felipe     |
| Bruno Pedroso                                       | Pingo      |

## Desenhos

### Antigas
- Jesus para Crianças

### Atuais
- Turma do Tijolinho
- O Diário de Mika

## Quadros
- Se Liga!
- Testando 1,2,3
- Estúdio Xis!
- Rose Robô Responde